# Ontstoringscondensator

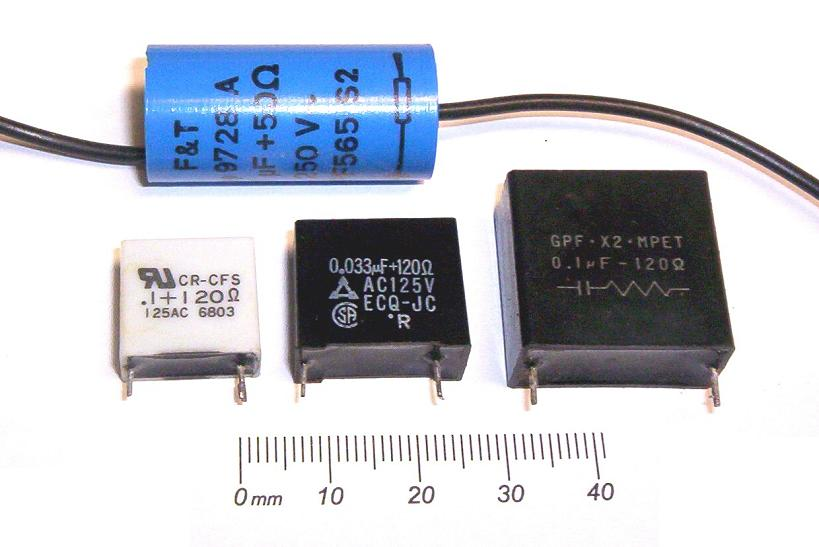
Ontstoringscondensatoren

Een ontstoringscondensator wordt toegepast om nadelige en ongewenste effecten van transiënte stoorsignalen in elektrisch netwerken te verminderen of op te heffen. De werking hierbij is gebaseerd op het principe dat een condensator een kortsluiting vormt voor deze hoogfrequente signalen.
Om de invloed van stoorsignalen zo veel mogelijk te voorkomen moet de condensator zo dicht mogelijk bij de stoorbron gemonteerd worden.
Bronnen van stoorsignalen zijn:
- Elektronische regelaars, zoals lichtdimmers.
- Elektromotoren met een commutator.
- Schakelaars, vooral als deze spoelen schakelen.
- Ontstekingssysteem bij benzinemotoren.

Ontstoringscondensatoren worden vaak in serie geschakeld met een laagohmige weerstand, die als doel heeft de vrijkomende energie op te nemen. Deze combinatie van weerstand en condensator zijn in de handel verkrijgbaar in een enkele behuizing.